# Pensacola News Journal
Pensacola News Journal är en dagstidning hemmahörandes i Pensacola i Florida, USA. PNJ är nordvästra Floridas största dagstidning.